# Banconote del dollaro statunitense
Le banconote del dollaro statunitense (ufficialmente denominate Federal Reserve Notes) sono l'unico tipo di banconota a corso legale negli Stati Uniti d'America, recanti la dicitura "this note is legal tender for all debts, public and private" ("questa banconota è a corso legale per tutti i debiti pubblici e privati"). Sono stampate dal Bureau of Engraving and Printing, un'agenzia governativa del Dipartimento del Tesoro degli Stati Uniti, ed emesse dalla Federal Reserve.
In passato le banconote venivano emesse dal Dipartimento del Tesoro con la denominazione United States Notes; in seguito sono state rimpiazzate dalle attuali Federal Reserve Notes.
Le banconote vengono stampate con un tessuto composto al 75% da cotone e al 25% da fibre di lino prodotto dalla cartiera Crane & Co., con sede a Dalton, nel Massachusetts. Tutte le Federal Reserve Notes misurano 156 mm di lunghezza per 66 mm di larghezza.

## Serie 1928–2003
| Serie classiche | Serie classiche | Serie classiche | Serie classiche                            | Serie classiche | Serie classiche | Serie classiche                      |
| Immagine | Immagine        | Valore          | Descrizione                                | Descrizione | Data della      | Data della                           |
| Diritto | Rovescio        | Valore          | Diritto                                    | Rovescio | prima serie     | ultima serie                         |
| --- | --------------- | --------------- | ------------------------------------------ | --- | --------------- | ------------------------------------ |
| |                 | 1 $             | George Washington                          | Occhio della Provvidenza - Stemma degli Stati Uniti d'America                                                       | 1963            | in corso (2009)                      |
| |                 | 2 $             | Thomas Jefferson                           | La Dichiarazione dell'Indipendenza degli Stati Uniti d'America, dipinto di John Trumbull, 1795                      | 1976            | in corso (2009)                      |
| |                 | 5 $             | Abraham Lincoln                            | Lincoln Memorial | 1928            | 1995                                 |
| |                 | 10 $            | Alexander Hamilton                         | Palazzo del Dipartimento del tesoro degli Stati Uniti d'America, sede del Dipartimento del Tesoro degli Stati Uniti | 1928            | 1995                                 |
| |                 | 20 $            | Andrew Jackson                             | Casa Bianca | 1928            | 1995                                 |
| |                 | 50 $            | Ulysses Grant                              | Campidoglio | 1928            | 1993                                 |
| |                 | 100 $           | Benjamin Franklin                          | Independence Hall                                                                                                   | 1928            | 1993                                 |
| |                 | 500 $ †         | William McKinley                           | Valore nominale della banconota                                                                                     | 1928            | 1934 (Tagli non più in circolazione) |
| |                 | 1000 $ †        | Grover Cleveland                           | Valore nominale della banconota                                                                                     | 1928            | 1934 (Tagli non più in circolazione) |
| |                 | 5000 $ †        | James Madison                              | Valore nominale della banconota                                                                                     | 1928            | 1934 (Tagli non più in circolazione) |
| |                 | 10000 $ †       | Salmon Chase                               | Valore nominale della banconota                                                                                     | 1928            | 1934 (Tagli non più in circolazione) |
| |                 | 100000 $ †      | Woodrow Wilson                             | Valore nominale della banconota                                                                                     | 1928            | 1934 (Tagli non più in circolazione) |
| Serie con ritratto allargato |                 |                 |                                            | |                 |                                      |
| |                 | 5 $             | Stessi soggetti delle precedenti banconote | Stessi soggetti delle precedenti banconote                                                                          | 1999            | 2006                                 |
| |                 | 10 $            | Stessi soggetti delle precedenti banconote | Stessi soggetti delle precedenti banconote                                                                          | 1999            | 2003                                 |
| |                 | 20 $            | Stessi soggetti delle precedenti banconote | Stessi soggetti delle precedenti banconote                                                                          | 1996            | 2001                                 |
| |                 | 50 $            | Stessi soggetti delle precedenti banconote | Stessi soggetti delle precedenti banconote                                                                          | 1996            | 2001                                 |
| |                 | 100 $           | Stessi soggetti delle precedenti banconote | Stessi soggetti delle precedenti banconote                                                                          | 1996            | 2006                                 |
| Queste immagini sono scalate a 0,7 pixel per millimetro, uno standard di Wikipedia per le banconote mondiali. Per altre informazioni vedi tabella con le specifiche delle banconote. |                 |                 |                                            | |                 |                                      |

- † Non più in circolazione

## Nuova serie (2004-in corso)
| Serie colorate | Serie colorate | Serie colorate | Serie colorate | Serie colorate | Serie colorate                                                                                 | Serie colorate                               | Serie colorate | Serie colorate  |
| Immagine | Immagine       | Valore         | Colore         | Descrizione | Descrizione                                                                                    | Descrizione                                  | Data della     | Data della      |
| Diritto | Rovescio       | Valore         | Colore         | Diritto | Rovescio                                                                                       | Filigrana                                    | prima serie    | ultima serie    |
| --- | -------------- | -------------- | -------------- | --- | ---------------------------------------------------------------------------------------------- | -------------------------------------------- | -------------- | --------------- |
| |                | 1 $            | Classico       | George Washington | Stemma degli Stati Uniti d'America                                                             | Identica al ritratto raffigurato sul diritto | 1963           | in corso (2009) |
| |                | 2 $            | Classico       | Thomas Jefferson | La Dichiarazione dell'Indipendenza degli Stati Uniti d'America, dipinto di John Trumbull, 1795 | Identica al ritratto raffigurato sul diritto | 1976           | in corso (2009) |
| |                | 5 $            | Porpora        | Abraham Lincoln (in primo piano); Stemma degli Stati Uniti d'America (sullo sfondo)                                                                                       | Lincoln Memorial                                                                               | 2 filigrane con il numero "5"                | 2006           | in corso (2009) |
| |                | 10 $           | Arancione      | Alexander Hamilton (in primo piano); prime parole del preambolo della Costituzione degli Stati Uniti ("We the People") e torcia della Statua della Libertà (sullo sfondo) | Sede del Dipartimento del Tesoro degli Stati Uniti                                             | Identica al ritratto raffigurato sul diritto | 2004           | in corso (2009) |
| |                | 20 $           | Verde          | Andrew Jackson (in primo piano); aquila (sullo sfondo) | Casa Bianca                                                                                    | Identica al ritratto raffigurato sul diritto | 2004           | in corso (2009) |
| |                | 50 $           | Rosa           | Ulysses Grant (in primo piano); Bandiera degli Stati Uniti d'America (sullo sfondo)                                                                                       | Campidoglio                                                                                    | Identica al ritratto raffigurato sul diritto | 2004           | in corso (2009) |
| |                | 100 $          | Foglia di tè   | Benjamin Franklin (in primo piano); prime parole della Dichiarazione di indipendenza degli Stati Uniti d'America (sullo sfondo)                                           | Independence Hall                                                                              | Filigrana col numero "100"                   | 2009           | in corso (2011) |
| Queste immagini sono scalate a 0,7 pixel per millimetro, uno standard di Wikipedia per le banconote mondiali. Per altre informazioni vedi tabella con le specifiche delle banconote. |                |                |                | |                                                                                                |                                              |                |                 |